# Чинпхьон
Чинпхьон (кор. 진평, 眞平, Jinpyeong, Chinp'yŏng; бл. 565 — 20 січня 632) — корейський правитель, двадцять шостий володар (ван) держави Сілла періоду Трьох держав.
Продовжував політику своїх попередників щодо реформування централізованої системи управління й адміністративного поділу країни. Через нарощування конфліктів з Пекче та Когурьо налагоджував відносини з китайськими династіями Суй і Тан. Підтримував розвиток буддизму в країні.

## Біографія
Був онуком вана Чинхина. Зійшов на трон у малолітньому віці після зречення престолу ваном Чинджі. До досягнення повноліття правив під регентством своєї бабусі, панни Садо, яка, однак, і пізніше зберігала в своїх руках усю повноту влади.

### Правління
594 року ван відрядив посольство до Суй задля встановлення дипломатичних відносин. За два роки він відрядив туди ж буддійського ченця з наказом вивчити китайський буддизм.
602 року Пекче захопила фортецю Амак. Чинпхьон відрядив кількатисячне військо для відбиття нападу та зведення нових фортець на кордоні. Ван Пекче, Му, в свою чергу кинув у бій багатотисячне військо. В одній із битв ледь не загинув сам Му, що надало сил і натхнення сілланцям, тому війська Пекче були змушені відступити.
603 року до меж Сілли з півночі вторглись сили вана Когурьо Йонянхо. Тоді Чинпхьон особисто очолив 10-тисячне військо й відбив напад. За два роки вже Сілла вдерлась до володінь Пекче, втім була змушена відступити, оскільки Когурьо, скориставшись цим, вторглась з іншого боку. 608 року ван попрохав про допомогу в боротьбі проти Когурьо в китайської династії Суй. Коли ван Йонянхо дізнався про це, він вторгся до Сілли й захопив фортецю Ву, взявши в полон 8 тисяч підданих Чинпхьона.
611 року Чинпхьон знову звернувся до Суй щодо здійснення спільної атаки на Когурьо. В липні того ж року Пекче захопила фортецю Каджам. Наступного року імператор Ян Гуан погодився аткувати Когурьо та відрядив для цього понад мільйон вояків. Попри такі значні сили той напад, а також інші кампанії, що їх намагався провести Ян Гуан протягом наступних трьох років проти Когурьо, зазнали невдачі.
616 року Пекче вдалась до нової атаки на сілланську фортецю Мосан, втім невдало.
618 року династія Суй припинила своє існування. Їй на зміну прийшла династія Тан. Того ж року ван Чинпхьон наказав відбити у Пекче фортецю Пхьон, однак та акція зазнала поразки. Після тієї невдачі ван відрядив посольство до Тан.
Впродовж наступних років Пекче регулярно завдавала ударів по прикордонних фортецях Сілли. 625 року Чинпхьон відрядив посланця до Тан і повідомив, що Когурьо заблокувала шляхи, якими Сілла надсилала данину до китайських володінь. Імператор Лі Шимінь звернувся до правителя Когурьо з вимогою припинення нападів на Сіллу, і той дослухався.
626 року сили Пекче захопили фортецю Чудже та вбили начальника її гарнізону. Натомість Чинпхьон наказав збудувати нову фортецю, готуючись до нових нападів. Наступного року Пекче захопила ще дві прикордонні фортеці. 628 року військам Сілли вдалось відвоювати фортецю Каджам. А вже наступного року сілланці захопили когурьоську фортецю Нанбі.
Через невпинні війни становище Сілли ставало все більш критичним, у країні запанував голод. Багато родин продавали свої землі та навіть дітей.
У травні 631 року дворяни Чильсок і Сокпум спробували підбурити повстання, однак їх було викрито і страчено. Того ж року ван Чинпхьон надіслав у дарунок до Тан двох гарних жінок, проте імператор не прийняв подарунок.
632 року ван помер. Він правив Сіллою впродовж 53 років. Трон після смерті Чинпхьона успадкувала його дочка Сондок, яка стала першою жінкою-правителькою в історії Кореї.